# 2000년 하계 올림픽 알제리 선수단
2000년 하계 올림픽 알제리 선수단은 오스트레일리아 시드니에서 개최된 2000년 하계 올림픽에 참가한 올림픽 알제리 선수단이다.

## 수영
남자
| 선수 | 세부 종목 | 예선 | 예선 | 준결선 | 준결선 | 결선 | 결선      |
| 선수 | 세부 종목 | 기록 | 순위 | 기록   | 순위   | 기록 | 최종 순위 |

## 육상

### 남자
트랙 / 도로 경기
| 선수 | 세부 종목 | 1차 예선 | 1차 예선 | 2차 예선 | 2차 예선 | 준결선 | 준결선 | 결선 | 결선      |
| 선수 | 세부 종목 | 기록     | 순위     | 기록     | 순위     | 기록   | 순위   | 기록 | 최종 순위 |

필드 경기
| 선수                | 세부 종목 | 예선 | 예선 | 결선 | 결선      |
| 선수                | 세부 종목 | 기록 | 순위 | 기록 | 최종 순위 |
| 아브데라마네 하마드 | 높이뛰기  | 2.27 | 4 q  | 2.32 | 3         |

### 여자
트랙 / 도로 경기
| 선수              | 세부 종목 | 1차 예선 | 1차 예선 | 2차 예선 | 2차 예선 | 준결선  | 준결선 | 결선      | 결선      |
| 선수              | 세부 종목 | 기록     | 순위     | 기록     | 순위     | 기록    | 순위   | 기록      | 최종 순위 |
| 누리아 메라       | 1500m     | 4:10.24  | 2 Q      | N/A      | N/A      | 4:05.24 | 1 Q    | 4:05.10   | 1         |
| 나스리아 바그다드 | 10000m    | 35:31.53 | 20       | N/A      | N/A      | N/A     | N/A    | 진출 실패 | 진출 실패 |
| 바히아 부사드     | 20km 경보 | N/A      | N/A      | N/A      | N/A      | N/A     | N/A    | 1:52.50   | 45        |

필드 경기
| 선수        | 세부 종목 | 예선  | 예선 | 결선  | 결선      |
| 선수        | 세부 종목 | 기록  | 순위 | 기록  | 최종 순위 |
| 바야 라훌리 | 세단뛰기  | 13.98 | 12 q | 14.17 | 5         |

## 참고 자료
- (영어) “Algeria at the 2000 Sydney Summer Games”. SR/Olympic Sports. 2011년 9월 14일에 원본 문서에서 보존된 문서. 2011년 10월 6일에 확인함.